# Maoriata magna
Maoriata magna är en spindelart som först beskrevs av Forster 1956.  Maoriata magna ingår i släktet Maoriata och familjen Orsolobidae. Inga underarter finns listade i Catalogue of Life.